# Die Unsichtbare Bibliothek
Die Unsichtbare Bibliothek ist eine Buchreihe der britischen Autorin Genevieve Cogman. Die Bücher zählen zum  Genre der Contemporary Fantasy und größtenteils zum Subgenre der Urban Fantasy.

## Handlung
Irene Winters erwirbt sehr seltene Bücher, oft unter Einsatz ihres Lebens und nicht selten auch illegal, für eine multidimensionale Bibliothek. Dadurch verankert sie Welten in der Ordnung und bewahrt sie vor dem Chaos. In Welten der Ordnung herrschen oft Drachen und sie sind meist hochtechnologisch. Die Naturgesetze lassen sich dort nicht überlisten. In Welten des Chaos herrschen meist Elfen. In diesen Welten ist die Realität sehr flexibel und die Kulissen erinnern eher an klischeehafte Romane und nicht selten wirkt dort Magie. Elfen und Drachen mögen einander nicht. Die Bibliothekare, die Menschen sind, verhalten sich neutral. Außer den Bibliothekaren wissen kaum Menschen von den anderen Welten oder den Drachen und Elfen.
Die Bibliotheksarbeit wird erleichtert durch den Gebrauch der sogenannten Sprache. Diese ermöglicht es den Bibliothekaren durch gesprochenes Wort oder Schrift die Realität geringfügig zu beeinflussen. In Welten des Chaos funktioniert die Sprache dabei besonders gut und hält länger an. Die Möglichkeiten der Sprache sind allerdings sehr begrenzt, und mit steigendem Wirkungsgrad sind sie mit starken Kopfschmerzen des verwendenden Bibliothekar verbunden.

### Band 1: Die unsichtbare Bibliothek
Irene Winters und ihr Assistent Kai, ein Drache aus hohem Hause, werden in ein alternatives London zur Zeit der Industrialisierung gesandt. Sie sollen ein Buch zurückholen. Als sie ankommen, ist das Buch jedoch bereits gestohlen worden. In der Welt herrscht das Chaos und das bedeutet, dass übernatürliche Wesen wie Werwölfe ihr Unwesen treiben. Trotz mehrerer Mordversuche überleben die beiden Hauptpersonen und freunden sich mit dem Detektiv Vale an. Zusammen stehlen sie das Buch zurück. Sie treffen dabei aber auf die Nemesis der Bibliothek, Alberich, der einst ein Bibliothekar war, sich jedoch von der Bibliothek getrennt hat und ein Wesen des Chaos wurde.
Da Alberich den ortsansässigen Bibliothekar getötet hat, erhält Irene Winters die Stelle, nachdem sie Alberich gestoppt haben.

### Band 2: Die maskierte Stadt
Kai wird in einer Welt des Chaos, einem alternativen Venedig, von Elfen entführt. Da sein Vater ein hochrangiger Drache ist, droht ein Krieg zwischen den beiden Wesensarten. Dies würde alle Welten ins Verderben stürzen und insbesondere die Menschen würden darunter leiden. Irene Winters schafft es gemeinsam mit dem Elfenbotschafter Silver, Kai zu retten und zurückzubringen. Dabei lernt Irene Winters viel über Drachen und Elfen.

### Band 3: Die flammende Welt
Alberich treibt erneut sein Unwesen. Er stiehlt Bücher aus den verschiedenen Welten und baut sich eine eigene Bibliothek. Dies schwächt die Bibliothek. Ihre Verbindungen zu den verschiedenen Welten brechen ein. Irene Winters schafft es mit der Hilfe einer Elfe, Alberichs Bibliothek zu finden, und sie setzt ihn und seine Bücher in Brand. Dadurch normalisieren sich die Verbindungen der Welten zur eigentlichen Bibliothek. Jedoch sind im Kampf gegen Alberich viele Bibliothekare gestorben, und die Bibliothek befindet sich durch den Personalmangel in einer kritischen Lage.

### Band 4: Das dunkle Archiv
Bei Hofe befiehlt die Drachenkönigin zwei rivalisierenden Drachen, dass sie ihr ein bestimmtes, seltenes Buch beschaffen sollen – wer das als Erstes schafft, erhält die begehrte politische Position, die frei geworden war. Die Drachenfrau ersucht daraufhin Hilfe bei Irene Winters. Diese lehnt ab, denn die Bibliothek ist politisch neutral. Sie erfährt jedoch, dass ein anderer Bibliothekar von dem konkurrierenden Drachen genötigt wurde, das Buch für ihn zu beschaffen. Irene macht sich also auf in die Welt, wo das Buch sein soll. Es handelt sich dabei um New York in den 1920er Jahren, also zur Zeit der Prohibition. Sie rettet ihren Kollegen und findet das Buch, das sie in die Sicherheit der Bibliothek bringt. Da der eine Drache unlautere Mittel verwendet hat, verliert er, und die Drachenfrau erhält die Stelle bei Hofe.

### Band 5: Das tödliche Wort
Die Bibliothek soll unter Federführung von Irene Winters einen Friedensvertrag zwischen Drachen und Elfen aushandeln. In einem alternativen Paris des Fin de Siècle treffen hochrangige Vertreter der Drachen, Elfen und der neutralen Bibliothek ein. Die Verhandlungen laufen gut, bis der Verhandlungsführer der Drachen ermordet wird. Irene Winters klärt mit Hilfe von Vale das Verbrechen auf: Der Täter entpuppt sich als hochrangiger Drache, der die Friedensverhandlungen verhindern wollte.
Die Verhandlungen führen dazu, dass drei Repräsentanten ausgesucht werden sollen, die bei Konflikten zwischen Drachen und Elfen in Aktion treten sollen. Irene Winters repräsentiert dabei die Bibliothek und Kai die Drachen. Ein Elfenvertreter wurde jedoch noch nicht gewählt.

### Band 6: Die verborgene Geschichte
Mister Nemo ist ein Elf, der mit kostbaren und seltenen Gütern handelt. Er besitzt ein Buch, das die Bibliothek braucht, um eine Welt vor dem Absturz ins Chaos zu retten. Irene und Kai reisen daraufhin zu Nemo, um mit ihm zu verhandeln. Dieser verlangt, dass sie beim Diebstahl eines Gemäldes in einem alternativen Wien mitmachen. Die Welt wird dabei von Drachen beherrscht. Zusammen mit einem Team aus Drachen und Elfen stehlen sie das Gemälde. Es stellt sich heraus, dass das Gemälde, Das Floß der Medusa mit Drachengestalten statt Menschen, ein Geheimnis der Drachen enthüllt. Hinzu kommt, dass die Auftraggeberin zum Diebstahls keine geringere ist als die Schwester von Kai, die sich gegen die Drachenherrschaft auflehnt.
Irene Winters schafft es, das Gemälde den Drachen wieder auszuhändigen und ein politisches Chaos zu verhindern.

### Band 7: Das geheime Gewölbe
Irene Winters bekommt mit der Nichte von Lord Silver eine neue Bibliotheksassistentin. Catherine ist gleichzeitig die Friedensvertrag-Repräsentantin der Elfen. Die beiden sowie Kai und Vale werden zum Ziel mehrerer missglückender Mordanschläge. Als Verursacher entlarven sie den eigentlich verstorbenen und durch Nekromantie scheinbar zurück ins Leben gerufenen Lord Guantes und seine Frau. Doch hinter allem steckt der körperlose Alberich, der mit Irene ein neues Gefäß für seinen Geist sucht. In einem Gewölbe unter der Sagrada Família gelingt es ihnen, die Pläne von Alberich zu durchkreuzen – und Irene erfährt, dass der auf Abwege geratene Bibliothekar mit hoher Wahrscheinlichkeit ihr leiblicher Vater ist. Der Epilog deutet an, dass die Bibliothek nicht das ist, was sie zu sein scheint.

### Band 8: Das verbotene Kapitel
Im letzten Band der Serie verschwinden plötzlich Welten. Irene entdeckt mit Alberichs Hilfe, dass die Bibliothek dahinter steckt. Er opfert sich, damit sie aus der verschwindenden Welt fliehen können.
In Mythen findet Irene schließlich die Wahrheit heraus: um den unberechenbaren Kräften von Chaos und Ordnung zu entkommen, floh ein mächtiger Elfe (der Geschichtenerzähler) und ein mächtiger Drache. Sie fraternisierten mit einer Menschenfrau und sie drei gründeten zusammen die Bibliothek, die sie fortan beherrschten. Am Anfang war die Aufgabe der Bibliothek das Gleichgewicht in den Welten herzustellen. Doch mit der Zeit korrumpierte die Menschenfrau mit ihrer Habgier die anderen beiden. Sie wollte die Welten beherrschen und besitzen.
Es stellt sich heraus, dass dieses Trio Welten verschwinden lässt, die sich gegen ihr Abkommen stellen. Irene und ihre Freunde versuchen das Trio aufzuhalten. Dieses jedoch kann die Bibliothekare durch die Tätowierung auf dem Rücken nach Belieben steuern. Unterstützung erhält Irene allerdings durch die Bibliothek; diese scheint teilweise ein eigenes Bewusstsein entwickelt zu haben und versucht mit der wenigen Macht, die sie kontrolliert, sich selbst wieder zu dem zu machen, was sie ein mal war: ein Ort für Literatur, die Welten stabilisieren soll.
Am Ende schafft es Irene sich ins Herz der Bibliothek zu kämpfen. Dort wurde die Bibliothek gegründet und ihre „Verfassung“ steht auf Wänden und Boden in der Sprache geschrieben. Sie ändert die Verfassung und sorgt somit dafür, dass Bibliothekare und das Trio nicht nach ihrem Tod noch am Leben gehalten werden. Dadurch verschwinden die Geister des Trios als auch der Bibliothekare und die Bibliothek wird wieder zu dem, was sie bei ihrer Gründung seien sollte: ein Ort für Literatur aus allen Welten, der diese im Gleichgewicht zwischen Ordnung und Chaos verankert.

## Personengalerie

### Irene Winters
Irene Winters wurde als Kind von zwei Bibliothekaren adoptiert. Sie ist sehr kompetent und ehrgeizig. Sie erscheint wie eine Frau Mitte dreißig, ist jedoch älter, als sie aussieht, da sie eine lange Zeit in der Bibliothek war, wo man nicht altert. Später stellt sich heraus, dass ihr Vater kein anderer als der ehemalige Bibliothekar Alberich ist.
Nach dem ersten Band wird sie zur ortsansässigen Bibliothekarin im alternativen London. Später wird sie zur Vertreterin der Bibliothek des Friedensvertrags zwischen Drachen und Elfen.

### Kai
Kai ist ein Drache und sein Vater ist ein einflussreicher König. Er selbst ist noch jung und er hat viele ältere Geschwister, was ihn zu einem weniger wichtigen Mitglied der Herrscherfamilie macht. Er ist der Vertreter der Drachen des Friedensvertrages.

### Vale
Vale ist ein Detektiv im alternativen London und erinnert stark an Sherlock Holmes. Er ist mit Irene und Kai befreundet und hilft ihnen oft bei kniffligen Problemen.

### Lord Silver
Lord Silver ist Botschafter von Lichtenstein und ist ein mächtiger Elf. Er ist mit Kai und Irene bekannt, sie können sich aber gegenseitig nicht ausstehen, obwohl sie sich oft gegenseitig helfen.

### Alberich
Alberich ist die Nemesis der Bibliothek und aller Bibliothekare. Er ist dem Chaos verfallen. Seine Tochter ist Irene.

## Wesen

### Bibliothekare
Bibliothekare sind Menschen, die seltene Bücher stehlen und somit Welten vor dem Fall ins Chaos schützen. Dabei behilflich ist die Sprache, die nur sie beherrschen. Damit können sie sehr begrenzt und kurzzeitig die Realität verändern. Dies führt oft zu Kopfschmerzen beim Anwender. Die Sprache wirkt sowohl in Schrift als auch in gesprochener Form. Indem sie in einer großen Bibliothek einer Tür den Befehl „Öffne dich zur Bibliothek“ geben, gelangen sie wieder in die multidimensionale Bibliothek.

### Menschen
Menschen wissen meist nichts über die Bibliothek, Drachen und Elfen. Ihre Bedürfnisse und Wünsche werden von den Elfen und Drachen ignoriert – sie dienen ihnen nur als nützliche Figuren, um ihre eigenen Ziele zu erfüllen.

### Drachen
Drachen sind Wesen der Ordnung. In ihren Welten herrscht oft ein hohes technologisches Wissen. Das ist auch kein Zufall: Denn die Drachen geben den Menschen Computertechnologie. Weil sie selbst oft sehr gute Programmierer sind, können sie dadurch über ihre Welten herrschen.

### Elfen
Elfen leben in Welten des Chaos. Sie benutzen Menschen als Statisten in ihren eigenen Geschichten. Die Welten sind meist voller Magie und die Realität ist sehr schwammig. Deshalb ähneln sie oft sehr stark klischeehaften Romanen. Die Elfen nehmen dabei die Hauptrolle ein (z. B. als Hauptmann, Räuber, Botschafter etc.).

## Ausgaben
- Die unsichtbare Bibliothek. Bastei Lübbe, 2015, ISBN 978-3-404-20786-2 (englisch: The Invisible Library. Übersetzt von Arno Hoven).
- Die maskierte Stadt. Bastei Lübbe, 2016, ISBN 978-3-404-20803-6 (englisch: The Masked City. Übersetzt von Arno Hoven).
- Die flammende Welt. Bastei Lübbe, 2017, ISBN 978-3-404-20844-9 (englisch: The Burning Page. Übersetzt von André Taggeselle).
- Das dunkle Archiv. Bastei Lübbe, 2018, ISBN 978-3-404-20903-3 (englisch: The Lost Plot. Übersetzt von André Taggeselle).
- Das tödliche Wort. Bastei Lübbe, 2019, ISBN 978-3-404-20956-9 (englisch: The Mortal Word. Übersetzt von Arno Hoven, Ersterscheinung: 27. November 2019).
- Die verborgene Geschichte. Bastei Lübbe, 2020, ISBN 978-3-404-20972-9 (englisch: The Secret Chapter. Übersetzt von Arno Hoven, Ersterscheinung: 27. November 2020).
- Das geheime Gewölbe. Lübbe, 2021, ISBN 978-3-404-20977-4 (englisch: The Dark Archive. Übersetzt von Arno Hoven, Ersterscheinung: 26. November 2021).
- Das verbotene Kapitel. Lübbe, 2022, ISBN 978-3-404-20982-8 (englisch: The Untold Story. Übersetzt von Arno Hoven, Ersterscheinung: 28. Oktober 2022).